# Шестопал Володимир Володимирович
Володи́мир Володи́мирович Шестопа́л (1979—2014) — солдат Збройних сил України, учасник російсько-української війни.

## Біографія
Народився 1979 року в місті Фастів (Київська область). Закінчив 1996 року 9 класів фастівської середньої школи № 9 (нині — Фастівський навчально-виховний комплекс «Ліцей інформаційних технологій — Спеціалізована загальноосвітня школа І—ІІІ ступенів № 9»). Вивчився на газозварника, працював різноробом та зварником на заводі ВАТ «Факел». Протягом 1997—1998 років проходив строкову військову службу в лавах ЗСУ; пройшов навчання в 169-му навчальному центрі, отримав спеціальність «машиніст дизельних установок». Працював у друкарні «Поліфаст»; старшим оператором біговально-висікальної машини, вантажником, механіком, виконавцем робіт дорожньо-ремонтного пункту, охоронником «Укррефтранс», інспектором з безпеки ТЗОВ «ЕКО», машиністом різальних машин. Одружився; подружжя виховувало дітей.
Під час Революції гідності був в складі Самооборони майдану Фастівщини. На фронт пішов добровольцем 20 березня 2014-го, родина не знала про його рішення. Старший майстер ремонтної роти, 72-га окрема механізована бригада. З 1 травня 2014 року брав участь у боях на сході України.
6 серпня 2014-го на блокпосту «Сонцево» під Амвросіївкою був застрелений майором Сергієм Джуманьязовим — заступився за товариша по службі.
Вдома залишилися дружина, двоє синів — 10-річний Михайло і 4-річний Сашко, та 12-річна донька Настя. Похований 9 серпня у Фастові.

## Вшанування пам'яті
- 14 листопада 2014 року за особисту мужність і героїзм, виявлені у захисті державного суверенітету та територіальної цілісності України, вірність військовій присязі під час російсько-української війни, відзначений — нагороджений орденом «За мужність» III ступеня (посмертно).
- 29 січня 2016 року провулок Клубний у Фастові був перейменований на провулок Володимира Шестопала[1]
- Почесний громадянин міста Фастова (посмертно)
- Його портрет розміщений на меморіалі «Стіна пам'яті полеглих за Україну» у Києві: секція 2, ряд 5, місце 24